# La Cieneguita (Mendoza)
La Cieneguita es un distrito perteneciente al departamento Las Heras de la provincia de Mendoza. Está ubicado al extremo sureste del departamento Las Heras. La localidad limita al sur con la ciudad de Mendoza, junto con la cual forma parte del Gran Mendoza. 
Se encuentra a 4 kilómetros de la capital provincial. La actividad económica se centra en el comercio y algunas industrias, dentro de las que podemos destacar negocios y supermercados.

## Historia

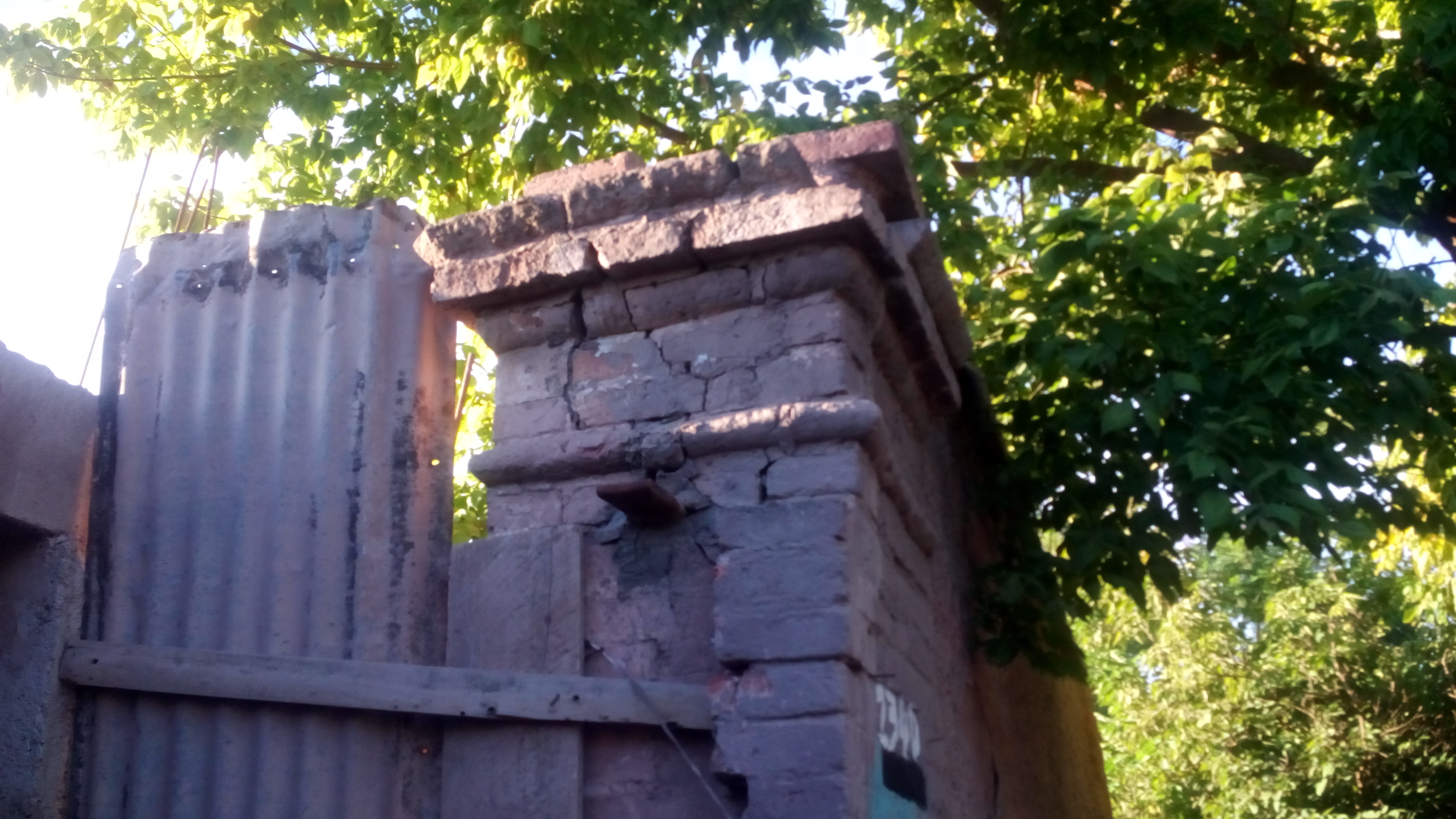
Uno de los paredones de la bodega.

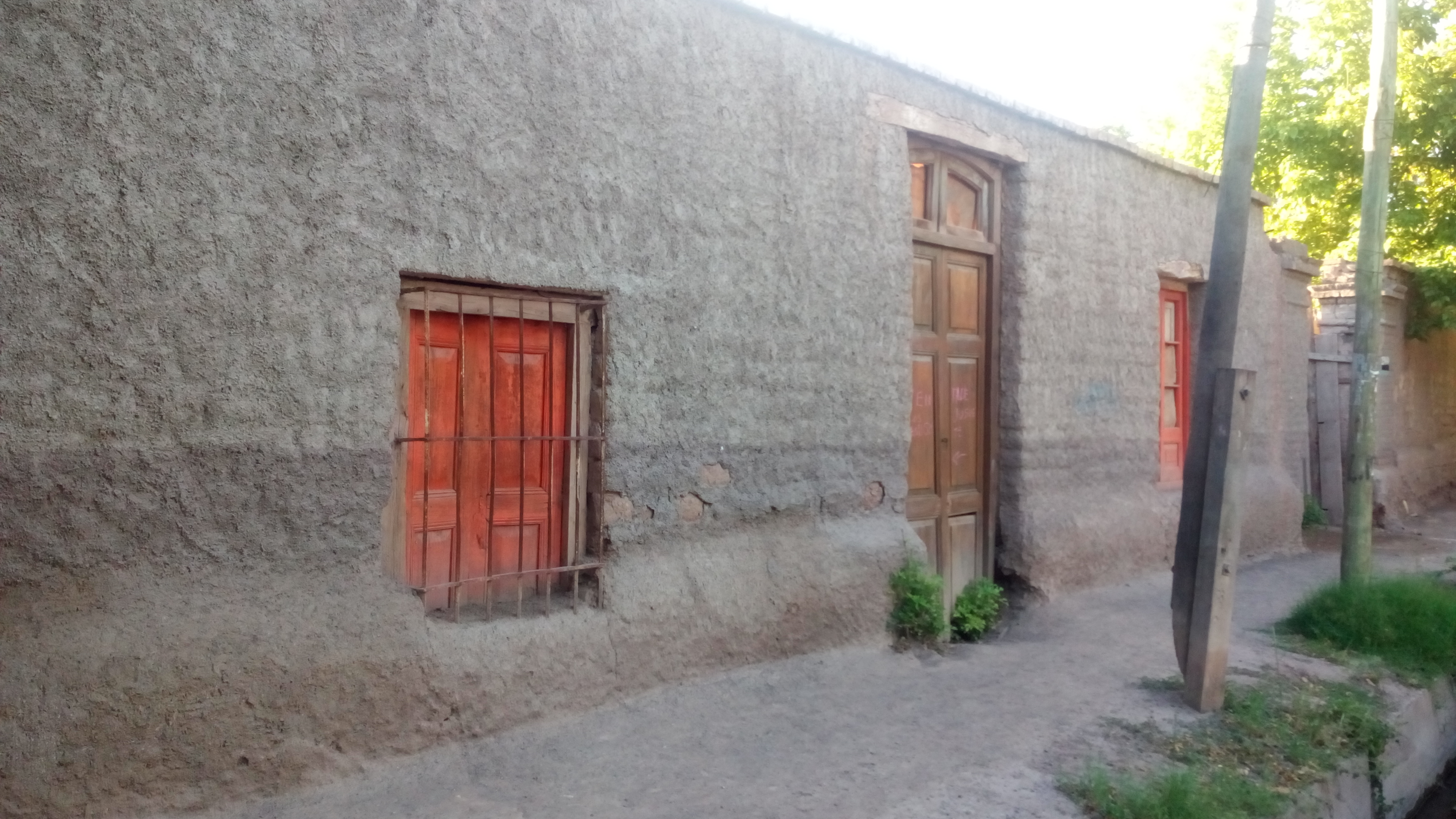
Uno de los paredones de la bodega.

El conglomerado y surgimiento del distrito data de inicios de los años 1970 en donde empezó con mucha precariedad, sin casi servicios, algunos asentamientos poblacionales. A medida del paso de los años los terrenos se compraron al Consejo de Entidades Vecinales del departamento. El lugar carecía de las prestaciones básicas como agua, cordones, veredas, asfalto y cloacas, en donde transcurrieron los años hasta lograr la ansiada escrituración de las propiedades, corriéndose el riesgo de quedar como asentamiento clandestino, generando así la aparición de barrios residenciales como el Mariano Moreno, Cementista e Infanta. 
Gracias a las políticas públicas, el distrito fue creciendo de una manera favorable. El mejoramiento de servicios públicos en los barrios aledaños como el Santa Rosa de Lima y el surgimiento de otros Barrio Almirante Brown, Sute y Amtaga, han provocado un aumento poblacional gracias al buen terreno para ser ocupado. Durante los últimos 9 años, a partir del 2010, el Distrito ha sido un gran punto comercial. El comercio por menor es característico del distrito: supermercados, carnicerías, indumentaria, librerías, puestos de comida rápida, farmacias y panaderías.
La principal calle del distrito es la Avenida República del Perú (o Perú vieja), una de las principales calles de Departamento Las Heras y de la Ciudad de Mendoza. Los barrios de la zona, al mirar hacia el oeste pueden ver la agradable vista de la montaña, con el cerro Arco.

## SigloXIX
Antiguamente, en el distrito había una de las bodegas más antiquísimas de la provincia, junto con la Finca González en Panquehua. La bodega pertenecía a la familia de Cármen Romero Beltrán, la primera médica mendocina. Anteriormentede la bogeda quedaba un pequeño pilar, el paredón tuvo que ser derribado por riesgo de derrumbe.El lugar era zona de chacras, fincas y quintas, y cuando comenzaron a levantarse las primeras viviendas el terreno conservaba plantaciones de tomates. 

## Deportes y Recreación
El distrito cuenta con diferentes centros deportivos y sociales que generan la participación colectiva de la población. En los años 70, el Club Social, Deportivo y Cultural "La Cieneguita" era lugar de reunión de familias, tanto deportivamente como socialmente. Ya en la actualidad, se pueden destacar el Club Cementista (fútbol), el Gimnasio Municipal N.º 12 "Doctor Domingo Furfuri" en el Barrio Santa Rosa, Gimnasio N.º 9 en el Barrio Infanta y el Cedrys N.º  en el Barrio Sute.

## Educación
Con la supervisión de la Dirección General de Escuelas de Mendoza, La Cieneguita cuenta con establecimientos educativos para todos los niveles del sistema educativo, entre ellos podemos destacar:
- Escuela N.º 1-472 "Sargento Cabral"
- Escuela N.º 4-082 "José Davila"
- Escuela N.º 4-011 "Capitán Daniel Manzotti"
- Instituto de Educación Superior N.º 9-026 "Patria Grande"

## Relieve
El relieve predominante del distrito, es, al igual que el Gran Mendoza, el piedemonte. La instalación humana en relación con los cultivos ha sido posible, además de la existencia del agua, por el material limoso que cubre gran parte del valle, de origen fluvial y aluvional.

## Flora
Las especies vegetales de La Cieneguita son características de los paisajes del piedemonte. En los suelos viven ejemplares como Paraíso (Melia azedarach), Morera (Morus alba), Morera de papel (Broussonetia papyrifera) y Pimiento (Schinus molle).

## Población
El distrito de La Cieneguita cuenta con 13.217 habitantes (INDEC, 2010), es decir la población de La Cieneguita conforma 7.25% respecto a la población departamental.

## Bandera del Distrito La Cieneguita
La bandera del distrito está dividida en dos campos horizontales; uno celeste símbolo del cielo y de la Virgen María, otro blanco, símbolo de la pureza de este suelo y la calidez de su gente. En el medio, se aprecia el escudo distrital, costeado por un cuadro amarillo.

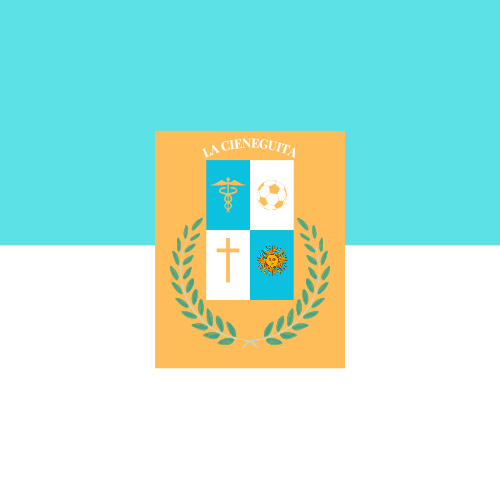
Bandera creada en el año 2024

## Escudo del Distrito La Cieneguita
A través del escudo se busca representar las principales características del distrito. Su forma es rectangular.
Su interior se encuentra dividido en cuatro campos, donde están representados bajo el cielo azul celeste algunos de los principales factores económicos, sociales, históricos y culturales de nuestro distrito. En la parte superior derecha se encuentra representado el caduceo, símbolo del comercio presente y próspero en la zona.
A su lado, en la parte superior izquierda se encuentra representado una pelota de futbol, ícono del deporte, símbolo de la unión social y cultural que posee el distrito.
En la parte inferior derecha se encuentra representa una cruz cristiana, en donde la Iglesia Católica tiene influencia bajo el patronazgo de Santa Rosa de Lima
A su lado, en la parte inferior izquierda se encuentra representado el sol, símbolo de la luz y la calidez de los cieneguitenses.
A ambos lados del escudo, se encuentran dos guías de laurel, como símbolo de la naturaleza,  por debajo se representa la bandera argentina.
En la parte del timbre se contempla el nombre del distrito.

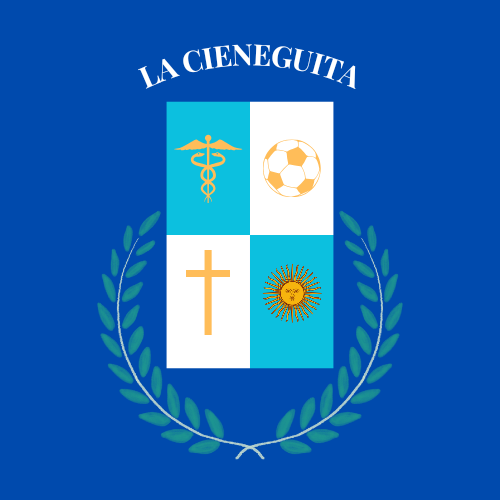
Escudo creado en el año 2024

## Templos de las Iglesia católica
| Arquidiócesis | Mendoza                                                                                        |
| ------------- | ---------------------------------------------------------------------------------------------- |
| Capilla       | Santa Rosa de Lima (perteneciente a la Parroquia San Miguel Arcángel)                          |
| Capilla       | Nuestra Señora del Rosario y San Pantaleón (perteneciente a la Parroquia San Antonio de Padua) |

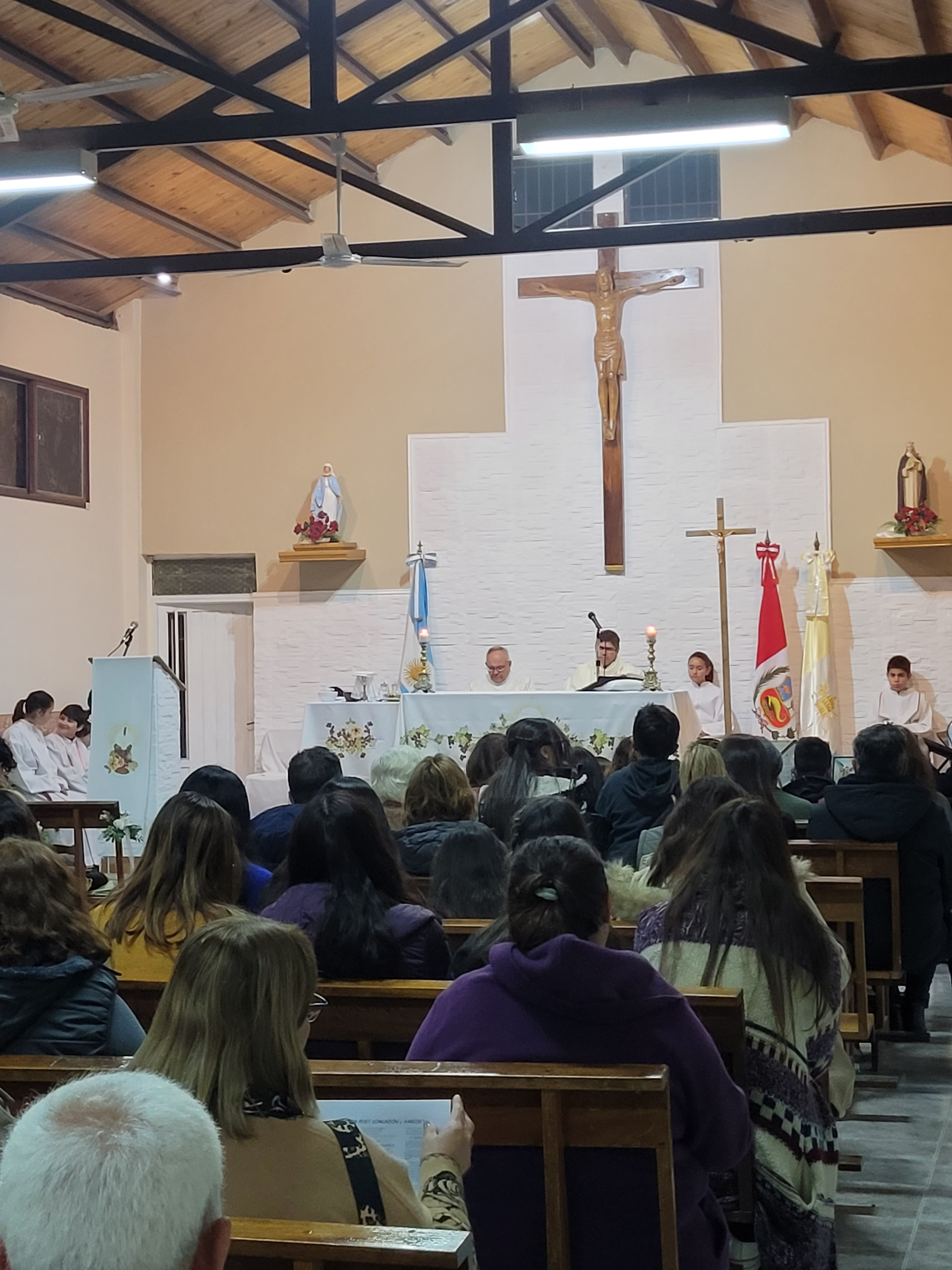
Ubicado en el Barrio Santa Rosa (Las Heras)

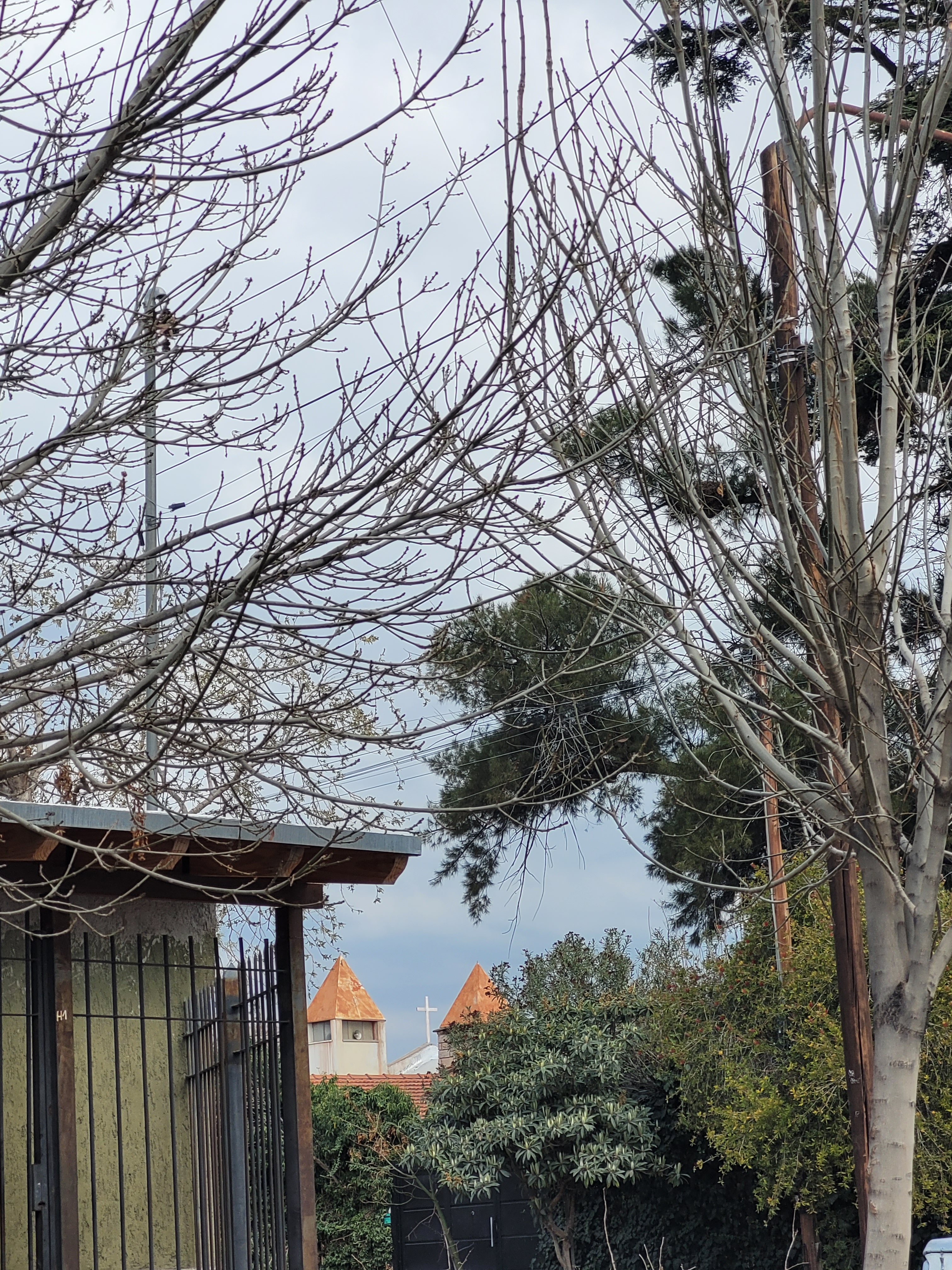
Templo dedicado a Santa Rosa de Lima, patrona distrital

La Patrona religiosa del distrito es Santa Rosa de Lima.
- La Capilla Santa Rosa de Lima está ubicada en el Barrio Santa Rosa
- La Capilla Nuestra Señora del Rosario y San Pantaleón está ubicada en el Barrio Infanta